# Rue Gustave-Charpentier
La rue Gustave-Charpentier est une voie du 17e arrondissement de Paris.

## Situation et accès
La rue Gustave-Charpentier est une voie publique située dans le 17e arrondissement de Paris, entre le boulevard périphérique extérieur et la limite communale de Neuilly-sur-Seine. Elle débute place de Verdun (porte Maillot) et se termine au 9, boulevard d'Aurelle-de-Paladines.
Elle donne accès au square du Cardinal-Petit-de-Julleville.

## Origine du nom
La rue porte le nom du compositeur Gustave Charpentier (1860-1956).

## Historique
À l'origine, cette rue était située sur un territoire distrait de la commune de Neuilly-sur-Seine en 1929 pour être rattaché à la ville de Paris, partiellement à l'emplacement de l'ancienne rue de l'Est, qui bordait le quartier de Sablonville.
La voie actuelle est créée dans le cadre de l'aménagement du 9e secteur zonier sous le nom provisoire de « voie AD/17 » et prend sa dénomination actuelle par arrêté municipal du 30 août 1978.